# Mukinja
Mukinja (brašnava oskoruša, brašnava jarebika, lat., Aria edulis; sin. Sorbus aria) je bjelogorična vrsta drveća iz porodice Rosaceae.

## Rasprostranjenost
U Hrvatskoj je autohtona vrsta. Može se naći u srednjoj i južnoj Europi. Na sjeveru areal doseže do Irske, do južnoga dijela Velike Britanije, do sredine Njemačke, na istoku do Karpata, gdje je rijetka. Na jugu je nalazimo na gorju Atlas u sjevernoj Africi. U Alpama raste i na 2000 m nadmorske visine.

## Izgled
Mukinja je do 15 m visoko listopadno drvo. Ima široku, okruglastu krošnju, često raste kao grm. Prsni promjer može doseći 40 cm, a starost i do 200 godina. 
Kora je mukinje u mladosti glatka, crvenkastosmeđa do maslinastosmeđa, s brojnim bjelkastožutim lenticelama, a kasnije je do oko 1 cm debela, crnosiva s velikim lenticelama. Korijenov sustav je dubok i razgranat. Izbojci su maslinastosmeđi i sjajni, pokriveni brojnim, krupnim i svjetlijim lenticelama.
Pupovi su čunjasti, spiralno raspoređeni, ušiljeni, ljepljivi, sastavljeni od zelenkastosmeđih do crvenkastosmeđih ljusaka, koje imaju bijeli, resasto dlakav rub. Blago su otklonjeni od izbojka. 
Lišće je jednostavno, široko eliptično ili okruglo, rub lista dvostruko napiljen, 6 - 12 cm dugo, 8 - 9 cm široko. Plojka je s gornje strane tamnozelena, sjajna i gola, a s donje strane bjelkastosiva, gusto dlakava s izraženim reljefom i provodnim žilama. Peteljka je duga 1-3 cm. Cvjetovi su 10 - 15 mm široki, dvospolni, entomogamni, bijeli, skupljeni u guste, krupne gronje. Lapova i latica ima po 5, prašnika 20, oplodnih listića 2 - 5. Cvatne stapke su dlakave. Cvjeta u svibnju i lipnju.
Prividni plodovi su kuglasto - jajasti, crveno - narančasti s bijelim točkicama, oko 15 mm dugački, 10 mm široki. Dozrijevaju od kraja kolovoza do kraja listopada. Zreli plodovi su suhi i brašnati, a tek nakon djelovanja mraza postaju mekani, slatki i jestivi. Sadrže do tri sjemenke, koje su izdužene, tamnosmeđe, a rasprostranjuju ih životinje, najviše ptice, izvor su hrane i za medvjede. Raste sporo. 

## Ekološka svojstva
Heliofilna je vrsta, uspijeva na karbonatnoj kao i na silikatnoj matičnoj podlozi. Preferira toplu i blagu klimu, ali se pojavljuje i u višem gorskom području. Široke je ekološke valencije, a optimum ima na dubokim, mineralno bogatim tlima. Dobro podnosi sušu, pojavljuje se gdje ostale drvenaste vrste imaju manju sposobnost preživljavanja. Osjetljiva je na kompeticiju drugih vrsta. Prilično dobro podnosi mraz. Pojavljuje se od 400 do 2000 m nadmorske visine. U nizini se pojavljuje samo pojedinačno.

## Korisnost
Sirovi plodovi su zbog sadržaja parasorbinske kiseline   nejestivi,no kako se ista razgrađuje pri povišenoj temperaturi po termičkoj obradi isti postaju jestivi. Plodovi su ukusniji nakon prvih mrazeva. Kuhanjem plodova mukinje priprema se kaša, koja je ugodnog, slatkastog okusa. Od mukinja se miješanjem s drugim voćem, pripremaju: kompoti, želei, marmelade, sirupi, mošt, pivo, voćna vina i rakije. Nekada su ove plodove miješali s brašnom i pekli kruh. U prezrelim plodovima ima oko 73% vode, 8% invertnog šećera, 0,8% kiselina, 25 mg% vitamina C i oko 1 mg% karotina. 
Ponekad se upotrebljava kao pučko sredstvo protiv proljeva te kao lijek protiv kašlja i katara pluća. Plodove mukinje vrlo rado jedu ptice i medvjedi. 
Drvo je tvrdo te se zbog lijepe teksture može koristiti za izradu malenih drvenih ukrasnih predmeta.
Postoji i određen broj kultiviranih odlika koje se koriste u hortikulturi. Uzgoja se, iako rijetko, i najmanje jedan križanac mukinje i kruške (Sorbopyrus auricularis ).